# Bois-Garand
Bois-Garand nommé plus récemment Bon-Garand ou Boysgarand est un antique village mais surtout un prieuré de bénédictines situé en France dans le département de la Loire-Atlantique. Bois-Garand appartient à la commune de Sautron dans l’arrondissement et le diocèse de Nantes et dans le canton de la Chapelle-sur-Erdre.

## Toponymie
Bois-Garand tire son origine de Bot-Garan. Ces deux termes celtiques se traduisent par village de la Garenne, Garenne désignant un endroit où on garde le gibier (wardon en germain et werda en latin). Effectivement, Bois-Garand se situait dans une forêt réputée pour la chasse. Appelé, par la suite, Bois-Garnier, Bois-Garand et enfin Bon-Garand, Bon-Garand s’écrit également de différentes manières : Bon-Garant, Bongarand ou Bon-Garand.

## Histoire du prieuré
La première mention de Bois-Garand remonte à une charte de 1038. Bois-Garand représentait, à cette époque, un fief et un domaine ducal dans une vaste forêt comprenant quatre paroisses dont celle de Sautron. Par cet acte, le comte Budic (omte de Nantes) donne le fief de Bois-Garand au monastère de Saint-Cyr et Sainte-Julitte. Cette donation est confirmée en 1128 par Conan III de Bretagne, duc de Bretagne. Le monastère de Sainte-Marie du bourg des Moutiers du pays de Retz est également rattaché au domaine de Bois-Garand. En 1381, Bois-Garand acquiert officiellement le titre de prieuré. En 1464, la Chapelle de Notre-Dame de Bois-Garand est construite par la volonté de François II de Bretagne, dernier duc de Bretagne.  Selon la légende, il aurait décidé de reconstruire la chapelle après une chute à cheval dans la forêt de Sautron.
Il l’a nommé Notre-Dame de Bon-Garand en hommage à la Sainte-Vierge. L'évêque coadjuteur de Rennes, Synope, a consacré la chapelle, le 6 juin 1464. Celle-ci est construite sur les ruines d’une antique chapelle datant du VIIe siècle appartenant aux ermites. Entre 1576 et 1579, le prieuré et sa chapelle sont affectés à l’abbaye bénédictine de Sainte-Marie du Ronceray d’Anger. En effet, les abbesses avaient réclamé leur droit de propriété, accordé par un décret du roi de France Henri III, sur tous les domaines de Bretagne. Par conséquent, le prieuré de Notre-Dame de Bois-Garand, le monastère de Saint-Cyr et sainte-Julitte ainsi que celui de Sainte-Marie du bourg des Moutiers dépendent désormais de l’abbaye du Ronceray. À partir de 1790, le prieuré, devenu indépendant à l’abbaye, est rattaché à la commune de Sautron.

## Personnalités liées à Bois-Garand

### Personnalités liées au pèlerinage de la chapelle
Tous les 2 juillet, le pèlerinage à la chapelle de Notre-Dame de Bon-Garand réunissait de nombreuses personnalités de France. Comme: 
- François II de Bretagne (1435-1488) : dernier duc de Bretagne (de 1458 à 1488).
- Marguerite de Foix (née vers 1449-1486) : épouse de François II.
- Anne de Bretagne (1477-1514) : fille de François II de Bretagne, duchesse de Bretagne et comtesse de Montfort (de 1488 à 1514), reine consort de France (de 1491 à 1498 et de 1499 à 1514).
- Charles VIII (1470-1498) : roi de France (de 1483 à 1498), premier époux d’Anne de Bretagne.
- Louis XII (1462-1515), roi de France (de 1498 à1515), deuxième époux d’Anne de Bretagne[8].

### Autre personnalité
- Conan III de Bretagne, (1095/96- 1148) duc de Bretagne, comte de Rennes et de Nantes (de 1112 à 1148).